# Begonia wilburii
Espèce
Begonia wilburii est une espèce de plantes de la famille des Begoniaceae.
Elle a été décrite en 2012 par Kathleen Burt-Utley (1944-) et John F. Utley (1944-).